# Wilhelm Neudecker
Wilhelm Neudecker (* 24. Oktober 1913 in Straubing; † 24. Dezember 1993 in München) war ein deutscher Bauunternehmer und von 1962 bis 1979 Präsident des FC Bayern München. Er wurde zum Ehrenpräsidenten ernannt. Von 1975 bis 1986 war Neudecker Vorsitzender des DFB-Ligaausschusses.

## Leben
Neudecker trat zum 12. März 1933 der SS bei (SS-Nummer 89.313), er war von Beruf Maurer.
Unter Neudeckers Präsidentschaft (1962–1979) avancierte der FC Bayern München zum Weltverein mit mehrfachen Europapokalsiegen und deutschen Meistertiteln in der Fußball-Bundesliga.
Der vermögende Bauunternehmer investierte nach seinem Amtsantritt viel Geld in den damals zweitklassigen Regionalligaverein, vor allem durch die Verpflichtungen des damals etablierten Profi-Trainers Zlatko Čajkovski im Jahre 1963 und des ersten Managers eines Fußballvereins, Robert Schwan. 1965 gelang der Aufstieg in die Fußball-Bundesliga.
In seine Amtszeit fielen weitere nachhaltige Trainerverpflichtungen wie die von Branko Zebec, Udo Lattek und Dettmar Cramer sowie der Aufbau der Spitzenmannschaft um Franz Beckenbauer, Gerd Müller, Sepp Maier, Paul Breitner, Uli Hoeneß und Hans-Georg Schwarzenbeck, wobei alle genannten Spieler, die auch der Europameistermannschaft von 1972 und der Weltmeistermannschaft von 1974 angehörten, entweder aus der eigenen Jugend kamen oder als Heranwachsende aus dem Amateurlager geholt wurden (auch der spätere Starstürmer Karl-Heinz Rummenigge kam als 18-Jähriger und machte bei Bayern sein erstes Bundesligaspiel). Die ersten teuren Transfers erfolgten erst 1973 nach acht Jahren Bundesligazugehörigkeit (Jupp Kapellmann und Conny Torstensson). Bis 1976 gewann der FC Bayern München unter Neudecker viermal die deutsche Fußballmeisterschaft, viermal den DFB-Pokal, dreimal den Europapokal der Landesmeister und je einmal den Europapokal der Pokalsieger und den Weltpokal.
Nachdem der Club unter Neudeckers Führung Mitte der 1970er Jahre zeitweise zum besten Vereinsclub der Welt aufgestiegen war, zeigte sich gegen Ende der 1970er Jahre der Abstieg des mächtigen, patriarchalischen Vereinspräsidenten, der allerdings auch mit dem sportlichen Niedergang der Mannschaft einherging, die entweder wie Franz Beckenbauer den Verein verließ oder dem Alter Tribut zollen musste. Vorwiegend sein autoritärer, nicht mehr zeitgemäßer Führungsstil führte zu Verstimmungen und Spannungen zwischen Mannschaft und Präsidenten, die im Jahre 1979 zum offenen Machtkampf führten: Neudecker hatte in einer sportlichen Krise der Mannschaft das Versprechen gegeben, zunächst keinen neuen Trainer zu verpflichten. Im Alleingang fällte er dann die Entscheidung, anstelle des interimsmäßig amtierenden Pál Csernai den als besonders autoritär geltenden (und ehemaligen 1860er) Max Merkel als neuen Trainer anzustellen. Unter Führung des damaligen Kapitäns Sepp Maier und Paul Breitners kündigte die Mannschaft daraufhin an, in einen Streik zu treten. Neudecker nahm diese bis dato einmalige Rebellion einer Fußballmannschaft gegenüber einem leitenden Vereinsfunktionär zum unmittelbaren Anlass, sein Amt am 24. März 1979 niederzulegen.

## Ehrungen
- 1974: Verdienstkreuz 1. Klasse der Bundesrepublik Deutschland
- 1978: Großes Verdienstkreuz der Bundesrepublik Deutschland[3]
- Bayerischer Verdienstorden